# Rafael Campo Pomar

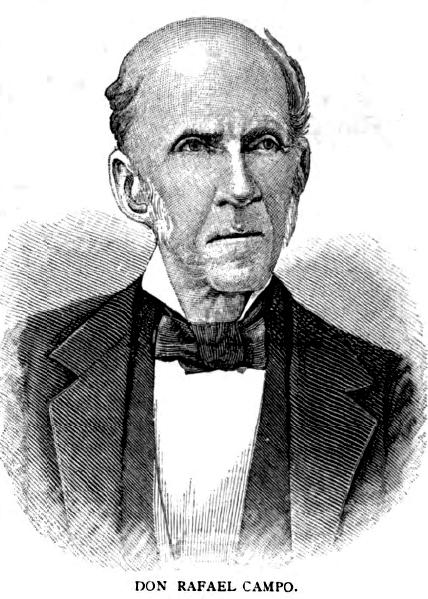
Rafael Campo Pomar

Rafael Campo Pomar (* 24. Oktober 1813 in Sonsonate; † 1. März 1890 in Puerto de Acajutla) war vom 12. Februar 1856 bis 27. Februar 1857 Präsident von El Salvador.

## Leben
Seine Eltern waren Juana María Pomar und Pedro Campo y Pérez de Arpa.
Im April 1854 verursachte ein Erdbeben große Schäden in San Salvador, woraufhin der Regierungssitz nach Cojutepeque verlegt wurde und die Gründung von Nueva San Salvador, dem heutigen Santa Tecla, dekretiert wurde, um dieses als Hauptstadt aufzubauen.
Der konservative Partido Republicano stellte Campo gegen seinen Willen zur Wahl zum Präsidenten von El Salvador auf. Die Wahl gewann er und wurde am 30. Januar 1856 zum Präsidenten ernannt. Er trat zurück, wurde aber gezwungen, das Amt am 12. Februar 1856 anzunehmen. In dieser kurzen Zeit gab er dem Wiederaufbau der Stadt San Salvador wesentliche Anstöße.
Es wurden Gespräche darüber aufgenommen, wie die Staaten Zentralamerikas der Invasion durch die Filibusterpiraten um William Walker begegnen wollen.
Am 8. April 1856 berief er eine Junta für das staatliche Finanzwesen ein und wies ihr die Zuständigkeiten für öffentliche Bauaufträge und militärische Ausrüstung zu. Vom 12. Mai bis 19. Juli 1856 übergab er sein Amt vertretungsweise an Francisco Dueñas Díaz. Am 27. Februar 1857 ernannte die Asamblea General, verfassungsgebende Versammlung eine Junta aus Oberst José María San Martín y Ulloa, General Gerardo Barrios und Manuel Rafael Reyes als Staatsführung. Im November 1857 dekretierte diese Junta eine Zivilprozessordnung, eine Strafprozessordnung und weitere Ausführungsordnungen. Am 25. Januar 1858 erklärte die Asamblea General, die verfassungsgebende Versammlung, Miguel Santín del Castillo als gewählten Präsidenten und General Joaquín Eufrasio Guzmán als seinen Stellvertreter.